# Callophrys schryneri
Callophrys schryneri är en fjärilsart som beskrevs av Norbert J. Cross 1938. Callophrys schryneri ingår i släktet Callophrys och familjen juvelvingar. Inga underarter finns listade i Catalogue of Life.